# Det grymma svärdet (tidskrift)
Det grymma svärdet är en svensk alternativ kulturtidskrift startad 2007 av  Pontus Lundkvist, som fram till 2012 också var redaktör. Tidskriften utges av förlaget Lystring. Det grymma svärdet tar upp kulturyttringar som den övriga pressen inte ägnar någon större uppmärksamhet. Tidningen och innehållet är av varierande format och grafisk form.
Tidningen blandar noveller, intervjuer, serier, konst, fotografier, musik med mera.

## Nummer i urval
- Det grymma svärdet 1. Utgivet 2007. Medverkande: Pontus Lundkvist, Pär Thörn, David Liljemark, Sabina Ostermark, Henrik Bromander.
- Det grymma svärdet 2. Utgivet 2008. Medverkande: Pontus Lundkvist, Henrik Bromander, Sara Granér, Bo Sjökvist, David Liljemark.
- Det grymma svärdet 3. Utgivet 2008. Medverkande: Pontus Lundkvist.
- Det grymma svärdet 4. Utgivet 2009. Medverkande: Pontus Lundkvist, Mats Jonsson, Nanna Johansson, Bo Sjökvist, Tom Karlsson.
- Det grymma svärdet 5. Utgivet 2010. Medverkande: Pontus Lundkvist, Anna Ekman, Johannes Nilsson, Henrik Möller, Kerstin Björk. Till tidningen medföljer också en vinylskiva med musik av bland annat Testbild, Naimi (Kristin Eklund), The Goner, David Liljemark och Ved.